# Рамиро II од Леона
Рамиро II од Леона (око 900 - 1. јануар 951) је био краљ Леона од 931. године до своје смрти.

## Биографија
Рамиро је био син леонског краља Ордоња II и Елвире Менендез. Његов деда био је Алфонсо III Велики који је приморан 910. године на абдикацију након чега је краљевина Астурија подељена између његових синова. Гарсија I је овладао Леоном, Ордоњо II Галицијом, а Фруела Астуријом. Након смрти Гарсије и Ордоња, Фруела је поново овладао некадашњим територијама Алфонса Великог. Умро је 925. године након чега на власт долази Алфонсо Фроилаз (925-926). Њега је наследио Санчо Ордоњез (926-929), а Санча Алфонсо IV, син Ордоња II и брат Рамира II. Рамир је свог брата присилио на абдикацију и 931. године преузео власт.
Рамиро је био изузетан војсковођа. Његова владавина поклапа се са владавином кордопског калифа Абдурахмана III. Ал Андалуз је водио ратове против хришћанских држава. Рамиро је творац коалиције која је Абдурахману 939. године нанела велики пораз у бици код Симанкаса. Победом код Симанкаса Рамиро је проширио границе Леона до реке Дуеро. Пред крај живота, Рамиро је изгубио подршку свог рођака Гарсије Санчеза I, владара Памплоне који се изборио за независност своје државе. Убрзо након Рамирове смрти од Леона се одвојила и Кастиља под Фернаном Гонзалезом. Годину дана пред смрт, Рамиро је послао војску која је Кордоби нанела пораз у бици код Талавера де ла Реина. Рамира је на престолу наследио син Ордоњо III.

## Породица
Рамиро је имао две жене. Његова друга жена је била краљица Урака Санчес од Памплоне. Њихова ћерка је била инфанткиња Елвира Рамирез, а син им је био краљ Санчо I од Леона, знан као Санчо Дебели.